# 安藤元太
安藤 元太（あんどう げんた）は日本の経産官僚。経済産業省経済産業政策局産業組織課長。

## 来歴
東京大学工学部建築学科卒業。2002年 ストックホルム王立工科大学へ留学。2003年 東京大学大学院工学系研究科建築学専攻修了。2004年 経済産業省入省。経済産業政策局経済産業政策課配属。2010年6月：コロンビア大学大学院へ留学。2012年 コロンビア大学国際公共政策大学院修了。2016年 経済産業省経済産業政策局産業組織課長補佐。2019年7月 経済産業省大臣官房秘書課政策企画委員。2020年7月20日 経済産業省経済産業政策局産業組織課長。

## 略歴
- 2004年4月：経済産業省入省。経済産業政策局経済産業政策課配属。
- 2005年7月：経済産業省経済産業政策局産業構造課総括係長。
- 2007年6月：経済産業省製造産業局紙業生活文化用品課日用品室課長補佐（企画担当）。
- 2008年7月：経済産業省大臣官房総務課。
- 2010年6月：コロンビア大学大学院へ留学。
- 2016年：経済産業省経済産業政策局産業組織課長補佐。
- 2019年7月：経済産業省大臣官房秘書課政策企画委員。
- 2020年7月20日：経済産業省経済産業政策局産業組織課長。